# Esther Soria
Esther Soria Gonzáles (Mizque, Bolivia; 2 de agosto de 1976) es una contadora pública y política boliviana. Fue la gobernadora interina del departamento de Cochabamba desde el 14 de noviembre de 2019 hasta el 3 de mayo de 2021, siendo la primera mujer en ocupar el cargo de gobernadora de Cochabamba.

## Biografía
Esther Soria nació el 2 de agosto de 1976 en la población de Mizque en el departamento de Cochabamba. Es hija de Remigio Soria Ovando (1954) y de Cinda Gonzáles (1956), los cuales se desempeñan como agricultores campesinos. Esther es la hija mayor de 10 hijos del matrimonio.
Comenzó sus estudios escolares en 1982 en la escuelita rural "14 de septiembre" saliendo luego bachiller el año 1993 del Colegio Pedro Ignacio Rivera de Mizque.
En 1994, Esther Soria se trasladó a vivir a la ciudad de Sucre donde ingresó a estudiar la carrera de contaduría pública en la Universidad Mayor Real y Pontificia San Francisco Xavier de Chuquisaca, graduándose como contadora de profesión el año 1999. Durante su vida laboral, Soria trabajó en organizaciones no gubernamentales así como también para empresas privadas.
Después de haber vivido en Sucre durante una larga década de 10 años, Esther Soria decide retornar a la ciudad de  Cochabamba y contrae matrimonio con el médico orureño Jorge Conde Tarqui (1966) con el cual tuvo 3 hijas; Alejandra (2001), Andrea Belen (2005) y Mariana (2009).
Tiempo después, Esther Soria ingresa a la vida sindical, influenciada por su madre que se desempeñó como dirigente en la Confederación Nacional de Mujeres Campesinas Indígenas Originarias de Bolivia “Bartolina Sisa”, Esther llegaría a formar parte del comité ejecutivo de esta confederación de mujeres.

### Vida política
Esther Soria ingresaría a la vida política del país realizando una carrera sindical ya dentro del partido del Movimiento al Socialismo (MAS-IPSP). En marzo de 2015 participa en las elecciones subnacionales como candidata al cargo de asambleísta departamental. Logró salir elegida, accediendo al cargo el 31 de mayo de 2015 a sus 39 años de edad. Durante su etapa como asambleísta, Soria formó parte de la Comisión de Interculturalidad, Derechos Humanos y Seguridad Integral.

### Gobernadora de Cochabamba (2019-2021)
El 14 de noviembre de 2019, la Asamblea Legislativa Departamental de Cochabamba eligió a la asambleísta Esther Soria como la nueva gobernadora del Departamento de Cochabamba en reemplazo del periodista Iván Canelas, quien renunció a su cargo el 11 de noviembre. La elección de Soria se dio con 16 votos a favor, 7 votos en contra, 1 voto nulo y 1 voto en blanco.